# Den Tod überlistet
Den Tod überlistet (Originaltitel: The Man Who Could Cheat Death) ist ein britischer Horrorfilm aus dem Jahr 1959 des Regisseurs Terence Fisher, den er für die Hammer Filmstudios inszenierte. Es ist die zweite Verfilmung des 1939 uraufgeführten Theaterstücks The Man in Half Moon Street von Barré Lyndon, das bereits 1943 unter gleichem Titel in Hollywood verfilmt worden war.

## Handlung
Im Paris um das Jahr 1890 hat junge und erfolgreiche Arzt Dr. Georges Bonnet, gemeinsam mit seinem alten Studienfreund Kollegen Prof. Dr. Ludwig Weiss, vor vielen Jahren das Geheimnis der ewigen Jugend gelüftet. Bonnet hat seither versucht, sein Leben durch regelmäßige Drüsentransplantationen (alle 10 Jahre) zu verlängern. Hierfür ermordet er junge Frauen und entnimmt ihnen Nebenschilddrüsen, um diese als Lebenselixier zu verwenden. Obwohl er aussieht wie ein Mann Mitte 40, hat er auf diese Art, wie seine Freundin Margo herausfindet, ein beachtliches Alter von 104 Jahren erreicht. Doch die Menschen in seinem Umfeld werden inzwischen misstrauisch und versuchen mit allen Mitteln zu verhindern, dass er möglicherweise 200 Jahre alt wird. Als Bonnet, abhängig von dem Lebenselixier, sich wieder einer solchen Operation unterziehen muss, bittet er seinen nun sehr gealterten Kollegen Weiss, diese vorzunehmen, was dieser jedoch ablehnt, als er erfährt, dass Bonnet dafür Morde begeht. Weiss wird im Verlauf einer Auseinandersetzung getötet. Daraufhin zwingt Bonnet Dr. Pierre Gerard die Operation durchzuführen, indem er das Leben der jungen Janine Dubois bedroht, zu der sich Gerard hingezogen fühlt. Am Ende altert Bonnet dennoch.

## Kritik
„War das Vorbild schon eher ein zahmer Romantic-Horror, so ist diese Hammer-Produktion überraschend glanzlos.“ (Hahn/Jansen)

## Publikationen
- John Sansom (= Jimmy Sangster und Barré Lyndon): The man who could cheat death. Avon, New York 1959, OCLC 9806113.
- Mark Penny: The Man Who Could Cheat Death. In: Legend Films. Band 12, Nr. 5, Mai 2008 (offscreen.com).
- The Man Who Could Cheat Death DVD-Video, 2008, ISBN 1-60673-010-X, OCLC 271018568